# Mucor laxorrhizus
Mucor laxorrhizus är en svampart. Mucor laxorrhizus ingår i släktet Mucor och familjen Mucoraceae.

## Underarter
Arten delas in i följande underarter:
- ovalisporus
- laxorrhizus